# Albrecht Kippenberger
Albrecht Kippenberger (* 19. Dezember 1890 in Siegen; † 17. September 1980 in Marburg) war ein deutscher Kunsthistoriker. 
Kippenberger studierte an den Universitäten in München, Wien, Berlin und Marburg. Von 1927 an bis zu seiner Pensionierung im Jahr 1957 war er der erste Direktor des Universitätsmuseums in Marburg. In dieser Zeit erweiterte er dessen Sammlung um zahlreiche Ankäufe. 
Von Kippenberger stammen zudem zahlreiche Beiträge zur Geschichte des Eisengusses in Deutschland.
1960 wurde er mit der Goethe-Plakette des Landes Hessen ausgezeichnet.

## Werke (Auswahl)
- Philipp Soldan zum Frankenberg, Wetzlar 1926
- Hauptwerke des Museums im Jubiläumsbau der Universität Marburg, Gießen 1927
- Die Kunst der Ofenplatten, Düsseldorf 1928
- Die deutschen Meister des Eisengusses im 16. Jahrhundert, Marburg 1931
- Der künstlerische Eisenguß, Wetzlar 1950